# Piorun
Il Piorun, il cui nome completo è PPZR Piorun (in polacco: Przenośny Przeciwlotniczy Zestaw Rakietowy Piorun, che significa "fulmine") mentre la  seconda designazione del missile è Grom-M, è un MANPADS ovvero un sistema di difesa aerea portatile di produzione polacca, progettato per distruggere aerei a bassa quota, aeroplani, elicotteri e velivoli senza pilota. Il sistema è una profonda modernizzazione del PPZR Grom.

## Storia
Il sistema missilistico antiaereo portatile Piorun è prodotto dalla società Mesko ed è stato creato a seguito della modernizzazione del sistema GROM effettuata nel 2010-15. Nell'ambito della modernizzazione, l'efficacia della testata di riferimento è stata notevolmente migliorata aumentando la sensibilità di rilevamento, aumentando la distanza alla quale il missile è in grado di mirare e colpire il bersaglio, è stata ottenuta una maggiore resistenza alle interferenze, è stata ottenuta una spoletta di prossimità utilizzato, un sistema di autorizzazione all'accesso e il set per il fuoco è stato adattato in condizioni notturne.
Nel 2016, il Ministero della Difesa Nazionale ha firmato un contratto per l'acquisto di 420 lanciatori (meccanismi di lancio) e 1.300 razzi per le Forze armate della Repubblica di Polonia, con consegna prevista per il 2017-2020. A causa di ritardi causati da problemi tecnici con il sistema di propulsione, la consegna di razzi e dispositivi di lancio è iniziata nel 2019 dopo il successo dei test. Nel 2020, i missili Piorun sono stati lanciati dai sistemi missilistici antiaerei semoventi Poprad. I missili sono utilizzati non solo da Poprad, ma anche dal sistema missilistico antiaereo e di artiglieria PSR-A Pilica.

## Impiego operativo
Nel 2022, la Polonia ha annunciato la rapida fornitura all'Ucraina di sistemi Piorun durante la crisi russo-ucraina del 2021-2022.
L'esercito ucraino, durante l'invasione russa in Ucraina del 2022, ha dichiarato di aver abbattuto diversi (Su-34, Su-25) e elicotteri (Mi-24) usando il sistema Piroun.

## Utilizzatori
Estonia
- Eesti maavägi

100 lanciatori e 300 missili acquistati nel 2022, consegnati a partire da gennaio 2024.
 Norvegia
- Kongelige Norske Hæren

Acquistati nel 2022 con consegne previste a partire dal 2023.
 Polonia
- Wojska Lądowe

Ordinati 1300 con circa 420 lanciatori. Risultano alla fine del 2021 acquistati circa 730 missili e 260 sistemi completi. Alcuni sono stati ceduti all'Ucraina durante l'Invasione russa dell'Ucraina del 2022.
 Ucraina
- Guardia nazionale dell'Ucraina
- Forze terrestri ucraine

Il numero della fornitura non è stato divulgato.
 Stati Uniti
- United States Army

Ordinati nel 2022.